# Mende
Mende er en commune i Lozère départementet i det sydlige Frankrig, hvor det er hovedstad (préfecture).
Byen er hovedsæde for den romerskkatolske Mende Ærkestift.
Under Tour de France 2010, var Mende målby for den 210,5 km lange 12. etape med start i Bourg-de-Péage.

## Seværdigheder
- Mende Katedral (romerskkatolsk)

## Eksterne links
- Wikimedia Commons har flere filer relateret til Mende
- (fransk) Mende, fotografier.
- (fransk) Byrådets hjemmeside
- (fransk, hollandsk, tysk, engelsk, spansk, italiensk, portugisisk og kinesisk) Turistkontoret i Mende (Office de Tourisme Mende)